# Aimpoint CompM4

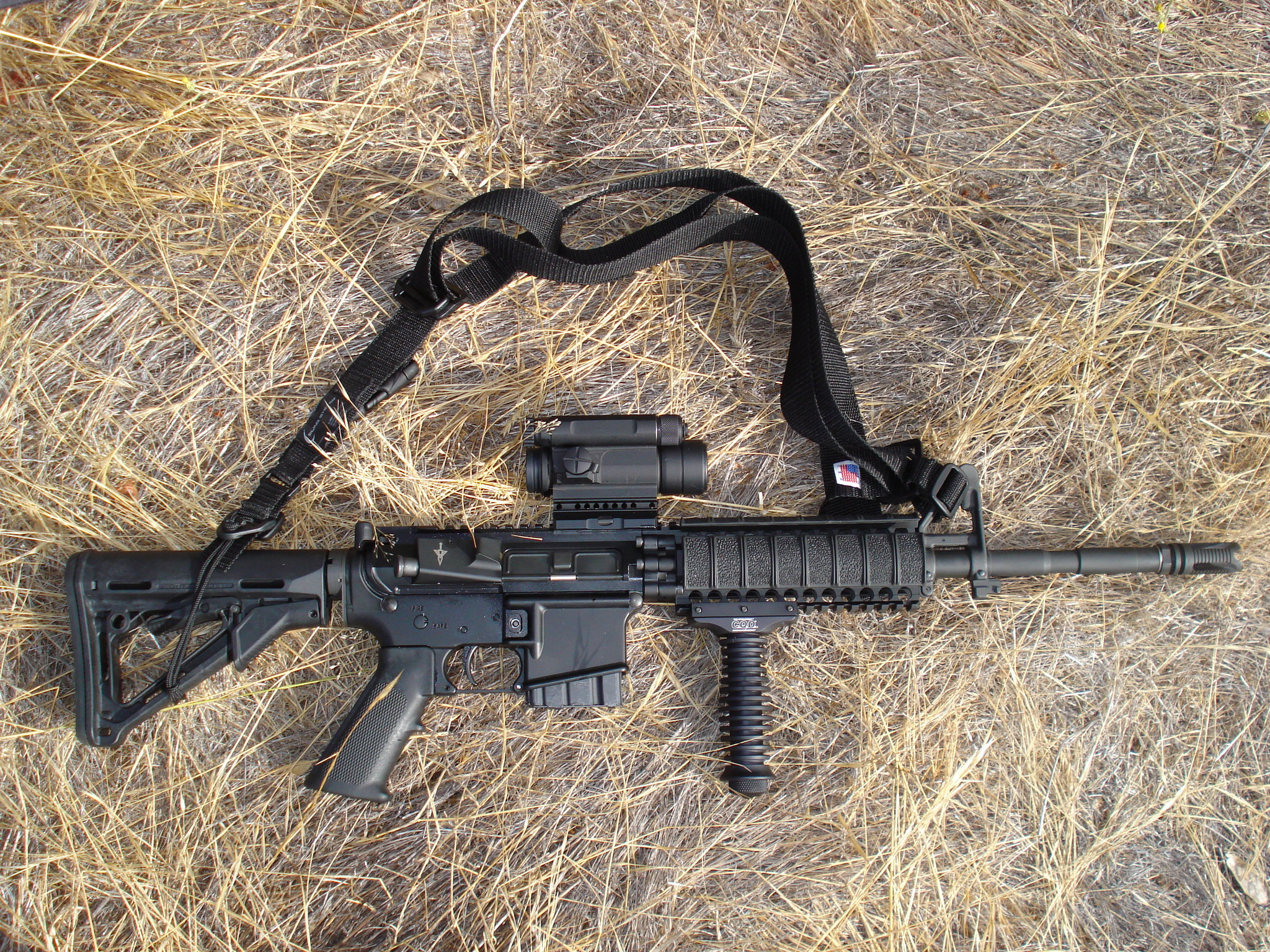
Un fucile AR-15 con mirino CompM4

Il mirino Aimpoint CompM4 è un dispositivo red dot in dotazione alle forze armate degli Stati Uniti, prodotto dalla Aimpoint AB.

## Caratteristiche
Il mirino utilizza una radiazione infrarossa alimentata da una batteria AA. Ha un'autonomia di circa 500.000 ore (8 anni) con una sola batteria ed è resistente all'immersione fino a 45 m di profondità.
Sviluppato con un'alta adattabilità, l'Aimpoint CompM4 è compatibile con qualsiasi tipo di visore notturno ed è utilizzabile su diverse armi da fuoco, in particolare sui fucili d'assalto M16 e M4.

## Varianti
La variante CompM4s ha l'alloggiamento per la batteria posizionato in basso, a differenza del CompM4 in cui è in alto.

## Dimensioni
| Lunghezza                | 120 mm |
| Larghezza (solo mirino)  | 53 mm  |
| Altezza (solo mirino)    | 60 mm  |
| Peso (solo mirino)       | 265 g  |
| Larghezza (con supporto) | 72 mm  |
| Altezza (con supporto)   | 72 mm  |
| Peso (con supporto)      | 335 g  |